# Sayakumane
Sayakumane hay Photi (1710 - 1791), vương hiệu đầy đủ là Somdetch Brhat Chao Brhat Bodhi Chao Angka Luang Jaya Kumara là vị vua thứ hai của Vương quốc Champasak, trị vì từ năm 1738 đến khi mất năm 1791.
Ông là con trưởng của vua Nokasad (hay Soi Sisamut), kế vị khi vua cha mất năm 1738. Ông có một con trai và hai con gái. Con trai là Anga Sadet Chao Fa Jaya (Hoàng tử) Anuramangkara (No Muang).